# John Iweyn
John Iweyn († 28. Mai 1321 in Swansea) (auch Inge, Yweyn oder Oweyn genannt) war ein englischer Ritter und Gefolgsmann von Hugh le Despenser.
Iweyn entstammte dem niederen Adel und besaß beträchtlichen Grundbesitz in Herefordshire. Zu Beginn des 14. Jahrhunderts war er der Verwalter des englischen Lords von Gower, William de Braose, 2. Baron Braose, der ihm 1302 Loughor Castle als Lehen übergab. Braose war bei seinen Pächtern unbeliebt, und als sich einer der Pächter, William de Langton 1302 beim König über ihn beschweren wollte, wurde er im März 1302 von Iweyn gefangen genommen und in Oystermouth Castle eingekerkert, bis er seine Beschwerde zurückgezogen hatte.
Um 1318 wechselte Iweyn von Braoses in die Dienste von Hugh le Despenser. 1319 wurde Iweyn Sheriff von Carmarthenshire. Nachdem Baron Braose 1320 sein Land an Hugh le Despenser verloren hatte, wurde Iweyn Despensers Sheriff von Glamorgan. Die tyrannische Herrschaft Despensers, der auch großen Einfluss auf König Eduard II. hatte, führte zum Despenser War, einer gemeinsamen Rebellion der englischen Marcher Lords und der walisischen Bevölkerung gegen Despenser. Iweyn verteidigte im Mai 1321 erfolglos Neath Castle gegen die Rebellen, wurde bei der Eroberung der Burg gefangen genommen und nach Swansea gebracht. Braoses Schwiegersohn John Mowbray, 2. Baron Mowbray, der sich als rechtmäßiger Besitzer von Gower betrachtete, beschuldigte ihn der verräterischen Unterstützung Despensers und ließ ihn in Swansea Castle durch Enthauptung hinrichten.